# タイコンデロガ (空母)
タイコンデロガ (USS Ticonderoga, CV/CVA/CVS-14) はアメリカ海軍の航空母艦で、エセックス級航空母艦としては10番目に就役した。
艦名はアメリカ独立戦争時の古戦場に由来し、18世紀にニューヨーク州北部に作られたタイコンデロガ要塞から取られている。「タイコンデロガ」とはイロコイの言葉で「二つの水に挟まれた場所」の意味がある。同名の艦としては4隻目。「ビッグＴ」「ティコ」等の愛称で呼ばれた。
エセックス級正規空母のうち後期に建造された15隻は、1943年の対空火器改善計画により、艦首を延長して機銃座を増設する等の設計変更を踏まえて建造されている。このため、「長船体型 (a long-bow unit) 」「ロングハル」あるいは本艦を一番艦（ただし起工は「シャングリラ」、竣工は「ハンコック」のほうが早い）として「タイコンデロガ級航空母艦」と呼称・分類することがある。もっともこれは非公式な分類であり、アメリカ海軍では区別せず全て「エセックス級」として扱っている。
また、飛行甲板の短縮（艦首のボフォース 40mm機関砲およびMk.51 射撃指揮装置の視界確保のため先端が切り詰められている）、飛行甲板左舷の切り欠き（左舷に設置するMk.37 砲射撃指揮装置の視界確保のため少しくびれた形状になっている）といった設計変更も実施されたが、この特徴は「タイコンデロガ」と「ハンコック」にのみ見られるものである。
アポロ計画では、月飛行を終えて地球に戻ってきたアポロ16号とアポロ17号の宇宙船と宇宙飛行士を回収した。スカイラブ計画では、スカイラブ2号の宇宙飛行士3名を収容した。

## 艦歴

### 就役まで
1943年2月1日にバージニア州ニューポートニューズのニューポート・ニューズ造船所で起工。当初は艦名として「ハンコック」が予定されていたが、5月1日に「タイコンデロガ」に改名された。1944年2月7日にステファニー・サラ・ペルによって進水し、5月8日にノーフォーク海軍工廠で初代艦長ディキシー・キーファー大佐の指揮のもと就役した。

### 第二次世界大戦

#### 1944年
「タイコンデロガ」は第89航空団を乗艦させ、バージニア州ノーフォークで約二ヶ月間の整調航海に従事した。6月26日に英領西インド連邦へ向けて出航する。航海の途中も航空作戦及び訓練を指揮しつつ、ポートオブスペイン（現在のトリニダード・トバゴの首都）に6月30日到着する。続く15日間にわたってタイコンデロガは乗組員及び搭載航空団への集中的な訓練を行う。
7月16日に西インド連邦を出発し7月21日にノーフォークに帰還。翌日よりノーフォーク海軍工廠でオーバーホールを受ける。ここで飛行甲板の面積を拡大する改装も実施している。
オーバーホールは8月27日に完了し、30日に出航、9月4日にパナマ運河を通過してサンディエゴに向かった。9月13日にサンディエゴに停泊し、ハワイへの輸送任務にあたる。77機の艦載機と海兵隊航空団を搭載し、9月19日にサンディエゴを出航。5日後にハワイへ到着した。
「タイコンデロガ」はほぼ一ヶ月真珠湾に留まり、輸送艦「カリーナ (USS Carina, AK-74)」と共に艦載機用爆弾の洋上補給訓練を行った。それらの訓練後に昼夜の着艦及び対空防御訓練を10月18日まで行い、真珠湾を出港し西太平洋に向かう。短期間のエニウェトク停泊後、29日にウルシー環礁に到着する。ウルシーでは第6空母部隊の指揮官アーサー・W・ラドフォード少将が乗艦し、「タイコンデロガ」はフレデリック・C・シャーマン少将指揮する第38.3任務群に加わる。

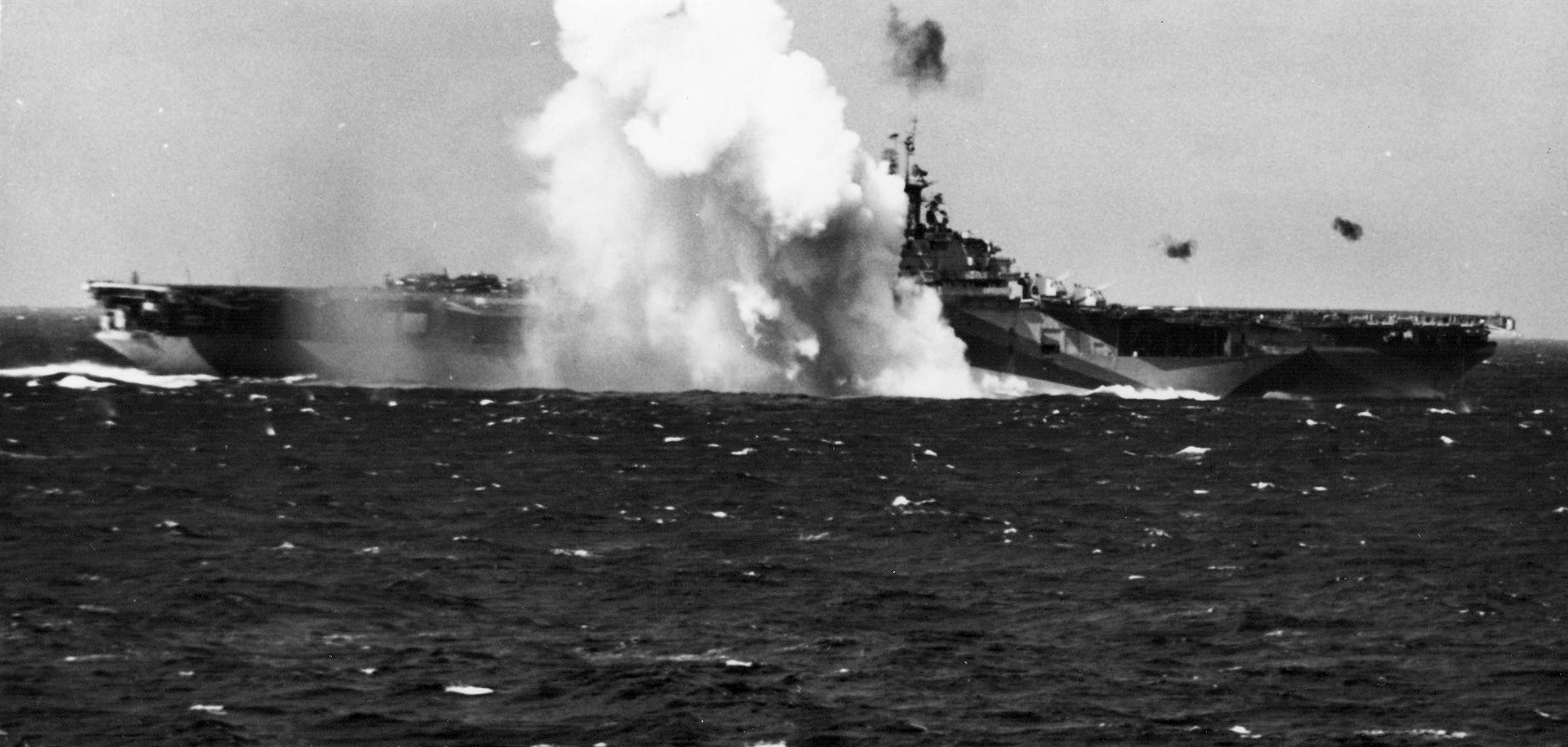
特攻機の攻撃にさらされる「タイコンデロガ」（1944年11月6日）

10月半ばから11月初めまでの間、ダグラス・エアクラフトの設計主任エド・ハイネマンが「タイコンデロガ」に乗り込んでいる。第一線の設計者に前線を見学させ、指揮官やパイロット、整備員たちの生の意見を設計に反映させようという海軍の施策に基づくものであるが、ここで彼が得た教訓は、A-1攻撃機等の開発に活かされている。
「タイコンデロガ」は第38任務部隊の一部として1944年11月2日に出撃した。僚艦と合流すると部隊はレイテ攻略部隊の地上支援攻撃を再開した。「タイコンデロガ」は11月5日の朝に最初の攻撃を開始する。部隊はルソン近くでの敵艦攻撃と対地上攻撃に二日を費やした。重巡洋艦「那智」の撃沈などに貢献した一方、神風特別攻撃隊の攻撃にもさらされた。その後補給のために後退した。
11月11日に第38任務部隊は第二水雷戦隊司令官早川幹夫少将に率いられた日本の増援船団を攻撃し、駆逐艦「島風」などを撃沈した。12日から13日にかけてはマニラ空襲を敢行し、僚艦と共に在泊艦艇を撃滅した。その後ウルシーに帰還し、12月22日に出撃した。12月25日、艦載機がルソン島中部を空襲し、重巡洋艦「熊野」、軽巡「八十島」や輸送艦などを撃沈した。第38任務部隊は再び特攻隊の攻撃を受け、空母「エセックス（USS Essex, CV-9) ｣「イントレピッド (USS Intrepid, CV-11) 」が損傷した。「タイコンデロガ」は他の艦艇とともに対空砲火の援護を行い、被害を受けた姉妹艦の艦載機を収容した。
12月に第38任務部隊はコブラ台風に遭遇し、「タイコンデロガ」は損傷を受けなかったものの、他の艦の修理のため12月末にはほとんど行動できなかった。

#### 1945年
1月6日に第38任務部隊はルソン島への攻撃を行った。この攻撃で第38任務部隊の航空隊は32機の撃墜を記録した。1月8日には沖縄攻撃のため北上したが悪天候により中止した。その後の1月中頃に第38任務部隊は南シナ海で活動した。

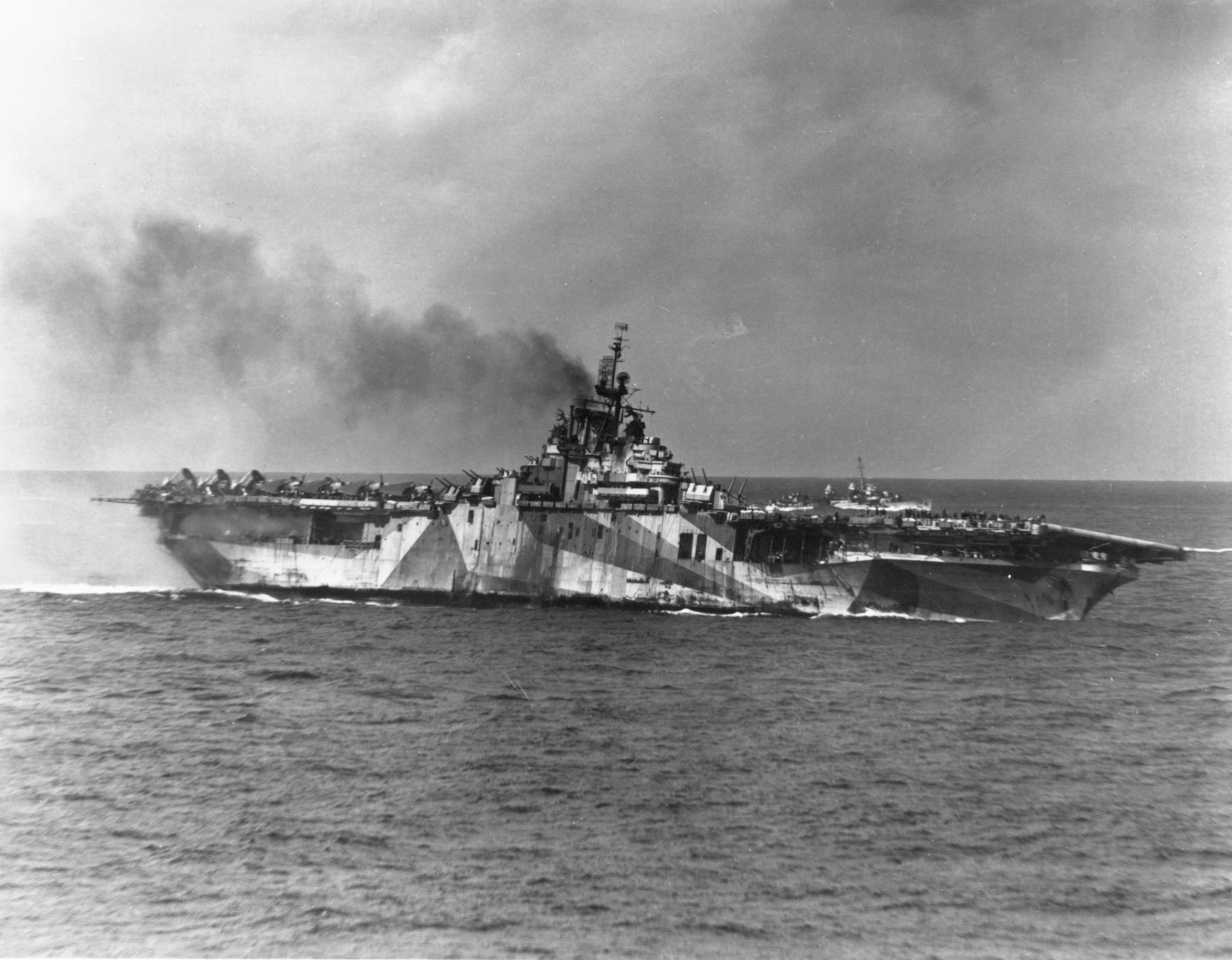
特攻によるダメージの回復を図る「タイコンデロガ」（1945年1月21日）

1月21日に台湾への攻撃任務を実施していた際、特攻隊の攻撃を受ける。正午過ぎ、一機が「タイコンデロガ」の飛行甲板を貫通し、格納庫で爆発した。火災と誘爆が生じたが、キーファー艦長による的確なダメージコントロールが功を奏した。まず風向による延焼を防ぐため艦の進行方向を変更させたうえで、次に弾薬庫等の区画への注水を命じて引火を防いだ。注水により艦は左舷に10度傾斜したが、この傾斜により、可燃物や艦載機の残骸等を舷側から投棄する作業が容易になった。
特攻機の襲来はなおも続き、二機目が右舷から突入して艦橋付近で爆発した。これによりキーファー艦長も全身55箇所を負傷するほどの重傷を負ったものの、艦橋内にマットレスを敷いて横たわった状態でその12時間もの間的確なダメージコントロールを指示し続けた。14時までに火災を制御下に置くことができたものの、「タイコンデロガ」は本格的な修理のためにアメリカ本国へ帰還することになった。2月15日にワシントン州ピュージェット・サウンド海軍造船所へ到着し、そこで修理を受けた。対空火器増設等の改装も併せて実施している。
修理は4月20日に完了し、5月1日に真珠湾に到着すると航空部隊を載せて訓練を行った。「タイコンデロガ」は途中でマーシャル諸島の日本軍拠点に空襲を行いながらウルシーに向かい、5月22日に到着し第58.4任務群に加わったが、直後に第58任務部隊は第38任務部隊に改称した。
6月2日～3日および8日、「タイコンデロガ」は九州への攻撃に参加した。その後南大東島および北大東島の空爆に加わってからレイテへ補給と休息を行うために向かった。レイテでの補給及び休息中、第38.4任務群から第38.3任務群へ異動となった。7月1日、第38.3任務群の他の艦とともにレイテを出発し、日本本土空襲に向かった。2日後、減速ギアが故障したため空襲には加わらず、グアムのアプラ港へ向かい19日まで同港に留まった。7月28日に「タイコンデロガ」は第38.3任務群の他の艦とともに呉軍港空襲に加わった。この空襲で、「タイコンデロガ」所属のSBC2（VB-87所属）が重巡「利根」への攻撃中に対空砲火で墜落し、レイモンド・ポーター中尉とノーマン・ブリセット三等軍曹が捕虜となったが、二人は広島市への原子爆弾投下で死亡した（広島原爆で被爆したアメリカ人）。
7月30日には本州中部の工業地帯へ、8月9日から10日には本州北部と北海道への空襲に加わった。8月13日から14日にかけて再び東京を爆撃した。8月16日朝、その日に東京を攻撃する部隊の発艦準備の最中か発艦直後に第38任務部隊に日本の降伏の報せがもたらされた。終戦後は日本国内の捕虜収容所の捜索を行い、食料医薬品などを投下した。戦艦「ミズーリ」艦上での正式な日本の降伏後の4日後の9月6日に「タイコンデロガ」は東京に入港した。

### 近代化

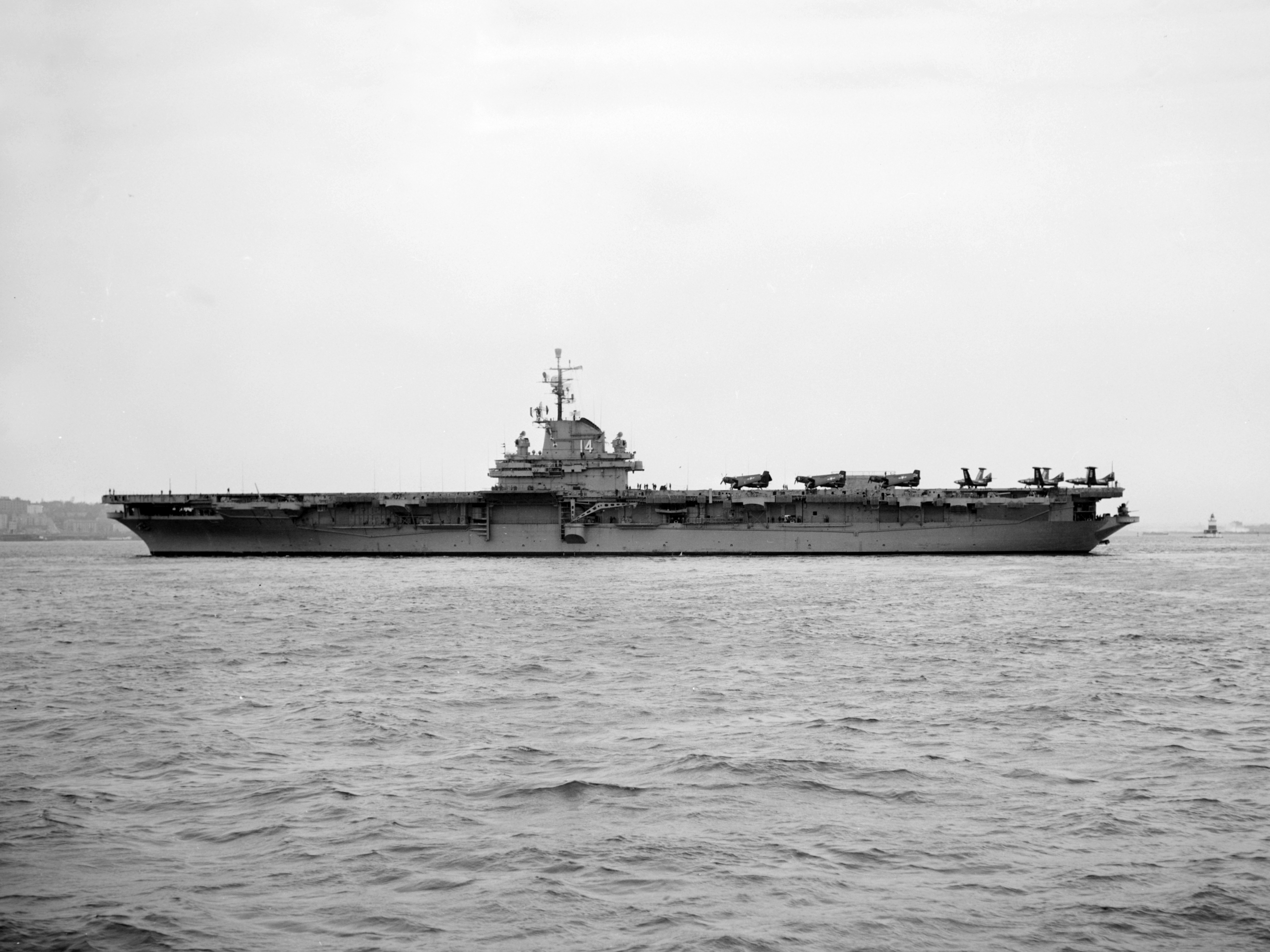
SCB-27C改装を受けた「タイコンデロガ」

終戦後は一旦本国に帰還した後、マジックカーペット作戦に加わり、推定2～4千人の復員に携わった。大戦終結に伴う海軍の縮小に伴い、「タイコンデロガ」も他の同型艦の多くと同様に予備役に編入される。1947年1月9日よりモスボール処理され保管状態に入ったが、SCB-27C改装により近代化することが決定した。
改装工事は1952年4月4日よりニューヨーク海軍造船所で実施され、蒸気カタパルトなどを装備した「タイコンデロガ」は1954年9月11日に再就役した。
再就役後の1955年秋に「タイコンデロガ」は4種類の新型航空機 (A4D-1, F4D-1, F7U, F3H-2N) のテストに参加した。 
11月から8ヶ月間地中海を巡航した後、1956年8月2日にノーフォークに帰還し、SCB-125改装を受けた。この改装は1957年初頭までに完了し、5月にカリフォルニア州アラメダに移った。
9月16日、「タイコンデロガ」は極東に向かうためにサンフランシスコ湾を出港。途中、真珠湾に寄港しながら10月15日に日本の横須賀に到着した。その後6か月間、日本北部からフィリピン沖までを巡航した。 1958年4月25日にアラメダに帰還した。

### ベトナム戦争

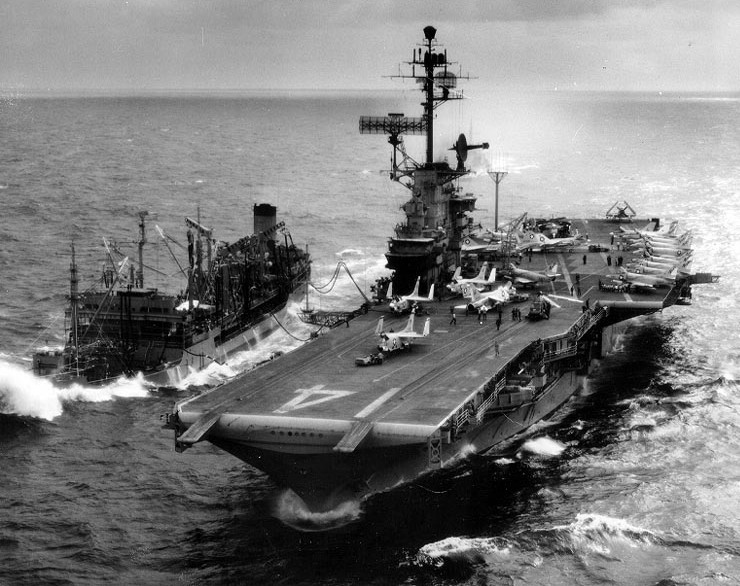
ベトナム近海で活動中(1966年)

1964年8月2日、トンキン湾周辺海域で活動中に、米駆逐艦「マドックス (USS Maddox, DD-731) 」が北ベトナム海軍の艦艇に攻撃されたとの連絡を受ける。数分以内に「タイコンデロガ」は4機のF-8戦闘機を駆逐艦の援助に派遣し、北ベトナムの魚雷艇をズーニーロケット砲と機関砲で攻撃した。これにより北ベトナムの魚雷艇1隻が撃沈され2隻が損傷した。
2日後の8月4日夜には駆逐艦「ターナー・ジョイ(USS Turner Joy, DD-951)」から北ベトナム艦艇の襲撃の連絡を受け航空隊を派遣、2隻の魚雷艇の撃沈を記録した。
リンドン・ジョンソン大統領はこれらの攻撃への報復を命じ、8月5日に「タイコンデロガ」は空母「コンステレーション (USS Constellation, CVA-64) 」とともに四ヶ所の魚雷艇基地とそれらを支える石油貯蔵施設に空爆を加えた。この攻撃により、25隻の魚雷艇が破壊され、基地や石油貯蔵施設は完全に破壊された。
9月に一旦アメリカ本国へ帰還しオーバーホールを行った後、1965年11月5日に再びベトナム水域に展開し、いわゆる北爆に参加した。ベトナム沖での半年の間に、「タイコンデロガ」は航空運用に合計116日を費やし、ベトナム沖での空母運用海域であるディキシーステーションとヤンキーステーションでの活動にそれぞれでほぼ均等に時間を割いた。「タイコンデロガ」の航空隊は北ベトナムにおいて35の橋と多数の倉庫、兵舎、トラック、ボート、そして鉄道車両やハイフォンの北のに位置する主要な火力発電所を破壊した。
1965年12月5日、同年11月からのベトナム沖での任務を終えて横須賀へ帰還する途中、北緯27度35分2秒・東経131度19分3秒（喜界島の南東約150キロ）で水素爆弾（B43・核出力1メガトン）1発を装着したA-4E攻撃機がエレベーターから海中に転落する事故が発生した。機体は乗員（ウェブスター大尉）ともに水没した。核攻撃アラートに就くために飛行甲板にあげる途中であった。現場の水深は約5,000メートルあり回収は不可能であるとされている。事故は1981年の国防総省の報告書で明らかにされたが、詳しい場所については1989年に明らかにされた。周辺海域の調査によれば放射能汚染は認められていない。
1966年5月13日に「タイコンデロガ」はサンディエゴに帰還した。修理完了後、は西海岸沖で訓練を行った。10月15日、サンディエゴを出港し、ハワイ経由で西太平洋へ向かった。10月30日に横須賀に到着し、11月5日まで停泊し、11月10日～11日にかけてフィリピンのスービック海軍基地へ移動した。11月13日に再びトンキン湾に展開し、ローリング・サンダー作戦に参加。11,650回の戦闘出撃を記録し、「タイコンデロガ」と第19航空団は2度の海軍部隊表彰を受けた。
1967年4月に横須賀経由で帰国。5月29日の帰国後はサンディエゴで1か月間の待機に入った。7月初旬、ワシントン州ブレマートンへ移動し、ピュージェット・サウンド海軍基地で2か月間にわたり修理を受けた。修理を終えると9月6日にブレマートンを出港し、南カリフォルニア沖で訓練を行った。12月28日、4度目のベトナム派遣に向けて出港した。
1968年1月、ヤンキー・ステーションに到着。1月23日にプエブロ号事件が起こると、1月25日には空母「レンジャー (USS Ranger, CVA-61) 」他が北朝鮮沖に派遣されフォーメーション・スター作戦が開始される。2月1日、「タイコンデロガ」は「レンジャー」と任務を交替し、「レンジャー」はヤンキー・ステーションに戻った。このとき「タイコンデロガ」と空母「エンタープライズ (USS Enterprise, CVAN-65) 」に北朝鮮の7ヵ所の飛行場を爆撃させる作戦が検討されたが、実行はされず、「タイコンデロガ」はテト攻勢に対応する任務のためベトナムへ戻った。1月から7月にかけて、「タイコンデロガ」はベトナム沖で5回、計120日間の戦闘任務についた。この間、「タイコンデロガ」の航空団は北ベトナム軍とベトコンに対して13,000回を超える戦闘出撃を行った。任務の合間には、スービック湾やキュービポイント海軍航空基地に戻って補給を受けたり、香港やシンガポールにも寄港している。
7月25日、任務を終えた「タイコンデロガ」はスービック湾で整備を受け、その後、カリフォルニア州コロナドのノースアイランド海軍航空基地へ向かい、予定より1日遅れの8月17日に到着した。到着後、ロングビーチ海軍造船所で翌年2月からの5度目のベトナム派遣に備えて修理とA-7攻撃機に対応するための改修を受けた。
1969年の最初の1カ月間を「タイコンデロガ」は5年連続となる東南アジア地域への戦闘配備の準備に費やした。2月1日、サンディエゴを出港し、真珠湾、横須賀を経て3月4日にベトナム沖に到着し、ホーチミンルートへの攻撃に参加。1969年4月15日にEC-121撃墜事件が発生した際には再び日本海に展開し、危機が終息すると4月27日にスービック湾に戻った。5月8日、ヤンキー・ステーションに戻るためスービック湾を出港し、ベトナムへ向かう途中で佐世保と香港に寄港している。6月26日にベトナム沖に到着して同地での37日間にわたる最後の作戦任務に入り、作戦終了後は日本海で第71任務部隊に合流した。9月4日にスービック湾から帰国の途に就く際に一連の作戦行動を賞して3回目の海軍部隊表彰を受けた。

### ベトナム戦争後
1969年9月18日、「タイコンデロガ」はサンディエゴに帰投した。約1か月間の待機を経て、10月1日にロングビーチに移動し、10月20日にオーバーホールと並行して対潜空母 (CVS) への改造が開始された。
1970年5月28日にオーバーホールと改造作業を終えた「タイコンデロガ」は、6月の大半をロングビーチ周辺での演習に費やし、6月26日にサンディエゴへ戻った。7月～8月にかけて、乗組員と飛行要員の再教育訓練と艦載機の離着艦訓練が実施され、10月下旬に実施された "HUKASWEX 4-70" と11月30日～12月3日に実施された "COMPUTEX 23-70" の両演習に参加した。

その後、「タイコンデロガ」は極東に2度派遣されているが、いずれもベトナムでの作戦には参加しておらず、また日本海において海上自衛隊と演習を行っている。最初の派遣ではタイ海軍の部隊とインド洋で演習を行い、スンダ海峡では蘭印作戦におけるバタビア沖海戦で沈んだABDA艦隊の重巡「ヒューストン (USS Houston, CA-30) 」および豪州海軍軽巡「パース (HMAS Perth, D29) 」の慰霊式を行った。

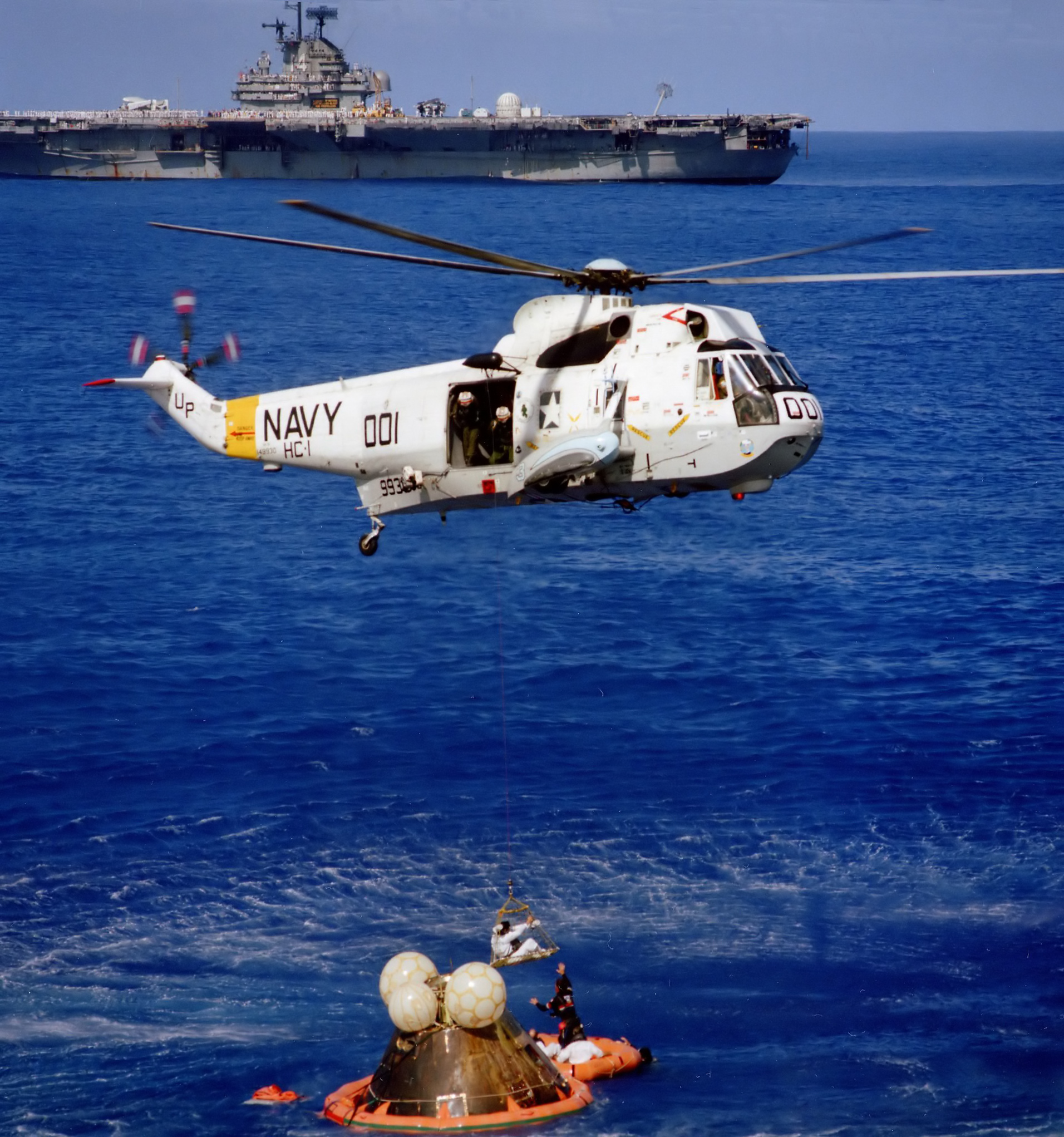
アポロ17号を回収中(1972年12月19日)

1972年、「タイコンデロガ」はアポロ計画の最終段階において、回収艦を務めた。4月27日、アポロ16号の司令船「キャスパー (Casper) 」が地球に戻ってきた。月飛行と月面着陸を達成したジョン・ヤング船長、ケン・マッティングリー司令船操縦士、チャールズ・デューク月着陸船操縦士および「キャスパー」は、本艦に収容された。
同年12月19日、アポロ計画における最後の有人月面着陸となったアポロ17号が地球に帰還し、司令船「アメリカ (America) 」はサモア諸島沖の南太平洋に着水した。司令船「アメリカ」と、ユージン・サーナン船長、ロナルド・エヴァンス司令船操縦士、ハリソン・シュミット月着陸船操縦士は、本艦に収容された。
1973年6月、スカイラブ計画でもスカイラブ2号の回収艦を務めた。6月22日に宇宙船が着水すると、司令船および宇宙飛行士3名（ピート・コンラッド船長、ジョセフ・カーウィン科学飛行士、ポール・ウェイツ飛行士）を収容した。

### 退役
「タイコンデロガ」は1973年9月1日に退役し、1975年9月1日にスクラップとして売却された。
「タイコンデロガ」は第二次世界大戦での戦功で5つの従軍星章、3つの海軍部隊栄誉章、1つの部隊勲功章を、ベトナム戦争の戦功で12の従軍星章を受章した。
艦名はタイコンデロガ級ミサイル巡洋艦「タイコンデロガ」に受け継がれた。

## 創作作品への登場
- 『トラ・トラ・トラ!』(映画、監督：リチャード・フライシャー、舛田利雄、深作欣二）- ヨークタウン級空母「エンタープライズ」として出演[注釈 7]

- 『終戦のローレライ』(小説)、福井晴敏
- 『イリヤの空、UFOの夏』(ライトノベル)、秋山瑞人
- 『永遠の0』(小説・映画)、百田尚樹[注釈 8]